# Anomaloglossus apiau
Espèce
Anomaloglossus apiau est une espèce d'amphibiens de la famille des Aromobatidae.

## Répartition
Cette espèce est endémique du Roraima au Brésil. Elle se rencontre entre 500 et 1 400 m d'altitude dans la Serra do Apiaú.

## Étymologie
Son nom d'espèce lui a été donné en référence au lieu de sa découverte, la Serra do Apiaú.

## Publication originale
- Fouquet, Souza, Nunes, Kok, Curcio, Carvalho, Grant & Rodrigues, 2015 : Two new endangered species of Anomaloglossus (Anura: Aromobatidae) from Roraima State, northern Brazil. Zootaxa, no 3926, p. 191–210.